# Dennica (obwód Szumen)
Dennica (bułg. Денница) – wieś w północnej Bułgarii, w obwodzie Szumen, w gminie Wenec.
Miejscowość położona w lesie, przy rezerwacie przyrodniczym Palamara.

## Mapa
- położenie w bgmaps.com